# 九十九電機
九十九電機（つくもでんき）は、東京都千代田区秋葉原を本拠地とする日本のパソコン量販店チェーンストア（パソコンショップ）である。店舗屋号を始め対外的には「ツクモ（TSUKUMO）」と表記している。
かつては九十九電機株式会社（英: TSUKUMO Co., Ltd.）によって運営されてきたが、2008年に民事再生手続の申立てを行い、2009年にヤマダ電機（当時。現・ヤマダホールディングス）が事業譲受し、同社の子会社として設立された株式会社Project White（プロジェクトホワイト、英: Project White Co., Ltd.）に引き継がれた。その後2021年7月1日のヤマダグループ再編により、Project Whiteはヤマダホールディングス傘下のヤマダデンキへ吸収合併され、現在はヤマダデンキの店舗ブランドの一つとして運営されている。

## 概要
1947年3月11日、鈴木勇が東京都千代田区秋葉原で創業。部品も含めた無線機器の販売店として地位を築いてきた。
「次百」（つぐもも）の転訛が「九十九」（つくも）である。9世紀から10世紀前半にかけて編まれた伊勢物語第六十三段、
店名として「九十九（次百）」と命名したのは、「次が百である」すなわち「百（＝完全、完璧）を目指す姿勢を常に保つ」＝「常に努力を続ける」という理念を表している。上記の歌で、「つくもがみ」は「白髪」の暗喩である（百から一をマイナスすると「白」となる）。「Project White」の会社名はこの歌に由来する。
現在、インターネットによる通信販売を行っているほか、東京・秋葉原に複数の店舗を構えている。秋葉原の他にも名古屋の大須、札幌、福岡にも店舗がある。
現在はツクモオリジナルのパソコンと、パーツ類を取扱商品の主体としている。オリジナルパソコンを、同社はeX.computerと呼んでいる。

## 沿革
1968年、アマチュア無線機器販売を開始。かつては社団局（コールサインはJA1ZSB）も開設していた。
1977年、Apple IIの販売を開始。以後、PC-8000シリーズなどのマイコン（パソコン）販売を続けていた。1980年代にかけて、主に若年層のマニアをターゲットに、自社ブランドで8ビットパソコン用のゲームソフトを豊富に揃えて競合店との差別化を図った。
1982年、マイコン販売の拡大に伴い女性従業員を大量に採用し「マイコンレディ」と命名、店員が全て女性で構成されている「ツクモ7号店」を開店。マイコンレディには大学や短大の新卒者を採用し、3か月の基礎教育と6か月のOJTで販売技術や商品知識を教え込み、男性販売員と同じ仕事や待遇が与えられた。これ以前に、秋葉原で大規模に女性従業員が活躍した事例はなく、当時は画期的な試みだった。
1980年頃までがアマチュア無線機器販売のピークで、1982年1月期に40億円の総売上のうち半分をパソコンの売上が占めると、その後はパソコンの販売が主体となった。1990年代には秋葉原パソコン販売四天王の一つとして認知されるに至った。
1991年、大規模小売店舗法の改正にあわせ、ツクモパソコン本店（現在のツクモパソコン本店1）を開店。開店時は法施行直前だった。同時期に、当時19歳だった東宝芸能のアイドル女優、越智静香をイメージガールに起用し、広告展開を図った。イメージガールのプロデュースにあたったのは、後に映画プロデューサーとなる小滝祥平。小滝のアイディアにより、大規模小売店舗法が施行された後に店舗スペースとして利用するために空けていた地下フロアにて、越智静香の歌とトークのイベントを行った。これより以前、他社を含む秋葉原のビルのどのフロアにも、このようなイベントを行える空間は存在していなかった。これが、秋葉原の店舗フロアで行われた事実上初のアイドルイベントである。
二代目イメージガールは生田智子を起用した。
映画「波の数だけ抱きしめて」ロケ（万世店）
1997年、創業者・鈴木勇（当時・代表取締役会長）が死去。
2002年から2007年までは石丸電気と資本・業務提携した。2007年に万世店、5号店を閉店し、アマチュア無線機器の取扱いを中止した。
2008年10月30日に、民事再生手続開始の申し立てを行い、事実上の倒産。負債総額は約110億円だった。バブル期の不動産取得や業務拡大に伴う借入金が主原因としている。同年11月5日、民事再生手続の開始決定がなされた。
2008年11月21日、NECリース株式会社が在庫商品に対して担保権を実行し、商品を借金のカタとして引き上げてしまったため、一時休業に追い込まれる。同月26日に営業再開。なお、高田馬場店、町田店、梅田店は、同年12月末から営業規模を縮小し、町田店、梅田店は2009年1月22日、高田馬場店は2009年1月15日閉店した。
2009年1月6日、ヤマダ電機（現・ヤマダホールディングス）へ事業譲渡することで基本合意し、同年3月10日に同社が新設した子会社株式会社Project Whiteに事業譲渡された。なお、事業譲渡の準備のため、3月8日から13日まで完全休業した。倒産からProject Whiteに移管されるまでの間に2回休業している。当初は事業譲渡後にProject Whiteは社名変更する予定とされていたが、実際には社名変更されず事業譲渡後の九十九電機の運営会社名は後述の吸収合併で消滅するまで終始Project Whiteのままであった。
2009年6月9日、九十九電機株式会社は株主総会で会社解散を決議、清算手続に移行。2012年1月25日に九十九電機株式会社の清算結了。
2021年7月1日付で、Project Whiteがグループ内の他6社と共にヤマダデンキ（2020年4月1日に株式会社ヤマダ電機分割準備会社として設立、10月1日付で商号変更）へ吸収合併された。それ以降はヤマダデンキが展開するストアブランドとなり、各店舗は今まで通りの営業を続ける。

## 店舗

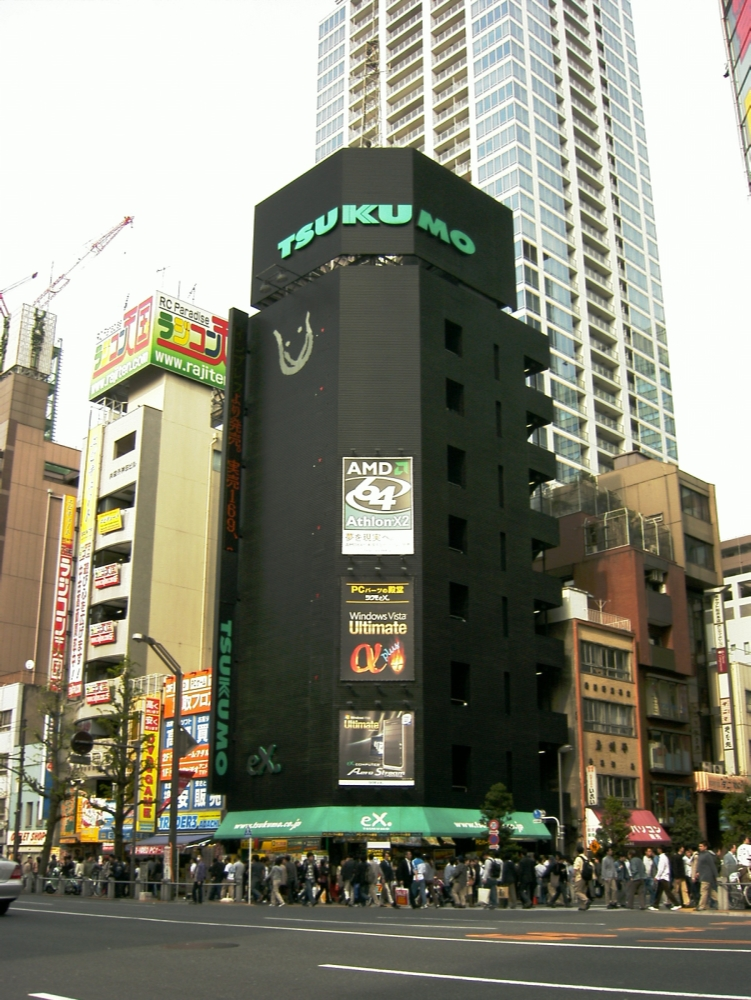
ツクモeX パソコン専門店

### 営業中の店舗
DOS/Vパソコン館は旧ツクモAV/カメラ館が改称したもの。TSUKUMO eX.店の入るビルはかつてのT-ZONE本店であった。
大阪なんば店は2009年に閉店となったものの、2017年にゲーミングPCや自作PCパーツ・ゲーミングデバイス専門店のTSUKUMO BTO Lab. -NAMBA-ツクモなんば店として再進出となった。その後2024年10月27日に閉店し、なんばエリアのヤマダデンキ LABI 1 LIFE SELECTなんばのB1に「ツクモLABI 1なんば店」として移転している。
新橋ツクモデジタル.ライフ館は2017年に閉店となったものの、2018年にヤマダ電機LABI新橋の5 - 6階に入居するツクモ新橋店として再進出となった。しかし2021年10月1日、LABI新橋の閉店に伴いツクモ新橋店も閉店。これにより東京都で営業している店舗は、秋葉原にある3店舗のみとなった。
また、福岡店（ベスト電器福岡本店ビル）は2020年6月に一度閉店したが、その後オープンした博多店（2021年3月 - 2022年2月）を移転させる形で、2022年3月に同ビル内に再出店している。ただし、旧店舗と新店舗では営業フロアが異なる。なお、旧店舗時代にも一度、営業フロアを移転している。

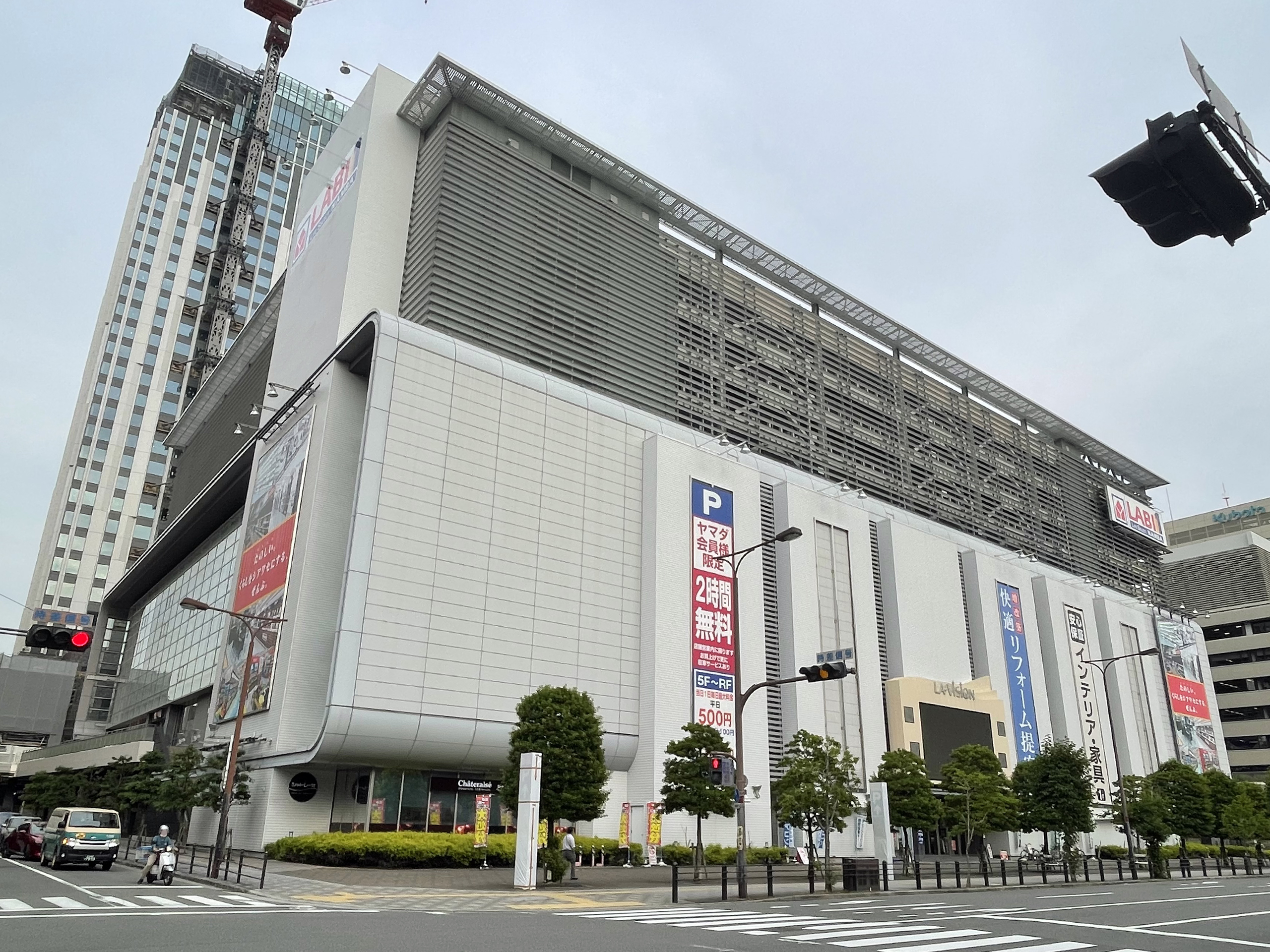
ツクモLABI 1なんば店（LABI 1 LIFE SELECTなんばB1）
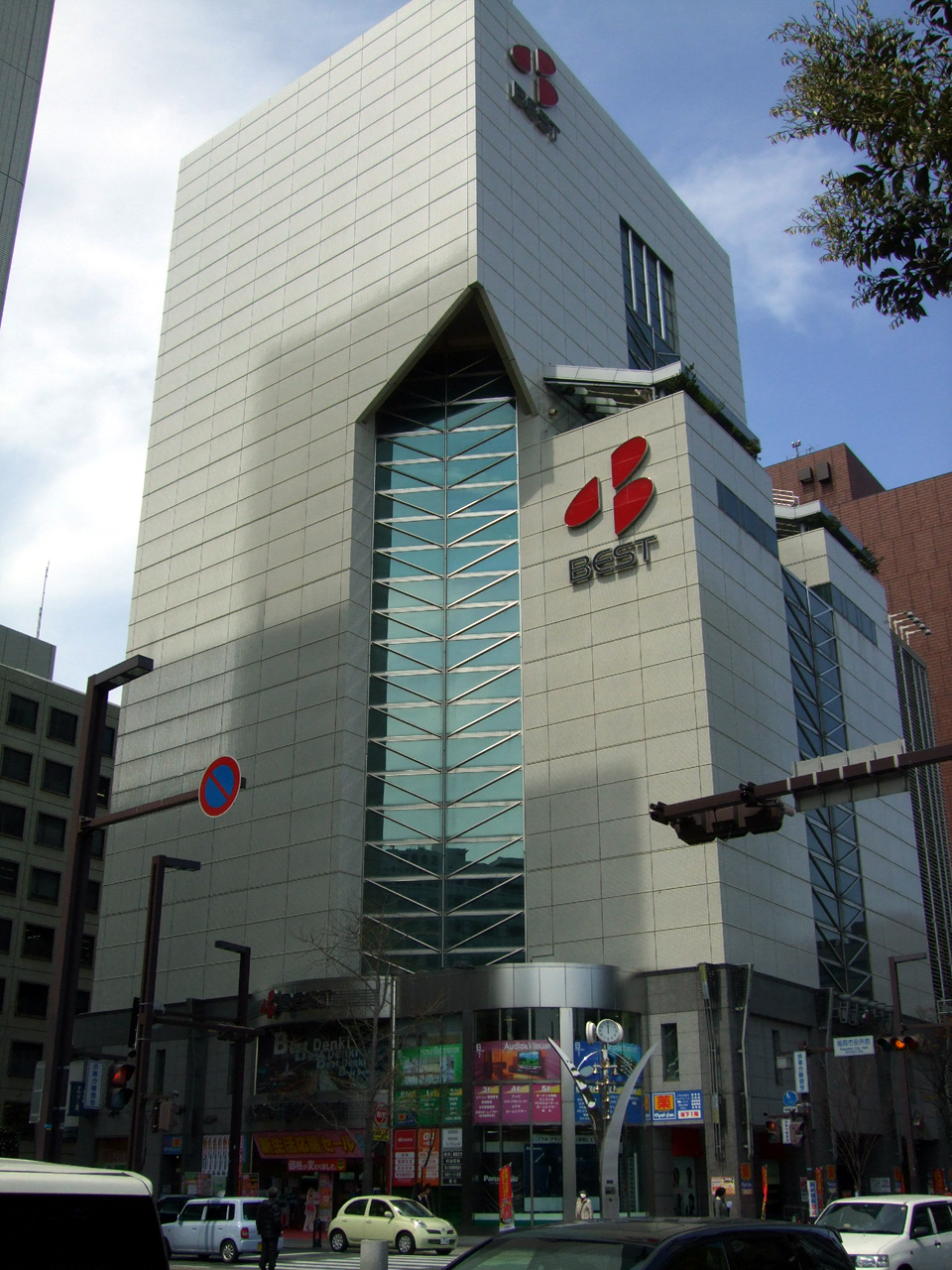
ツクモ福岡店（ベスト電器福岡本店内）

#### エリア放送
エリアポータルが地上一般放送事業者として、2012年（平成24年）11月1日よりワンセグ放送を開始した。
TSUKUMO eX.店に地上一般放送局1局が設置されている。
| 免許人                 | 局名                           | 呼出符号     | 物理チャンネル | 周波数        | 空中線電力 | ERP    | 業務区域                   |
| ---------------------- | ------------------------------ | ------------ | -------------- | ------------- | ---------- | ------ | -------------------------- |
| エリアポータル株式会社 | エリアポータル秋葉原エリア放送 | JOXZ3AC-AREA | 40ch           | 635.142857MHz | 10mW       | 7.76mW | 外神田4丁目 ツクモビル周辺 |

### 閉店した店舗
- （秋葉原）ツクモラジオセンター店
- （秋葉原）ツクモ5号店
- （秋葉原）ツクモソフト8号店
- （秋葉原）ツクモ9号店
- （秋葉原）ツクモ10号店
- （秋葉原）ツクモ11号店
- （秋葉原）ツクモ12号店（2020年5月15日閉店）[21]
- （秋葉原）ツクモニューセンター店
- （秋葉原）ツクモ万世店
- （秋葉原）ツクモParts王国
- （秋葉原）ツクモロボット王国 - 元店長が「Robot Shop テクノロジア」として独立している。
- （秋葉原）ケース王国（2009年9月23日閉店）
- （秋葉原）モニタ王国（2004年2月11日閉店）
- 秋葉原駅前店　(2020年8月30日閉店) - 旧サトームセン秋葉原駅前1号店[22]
- 八重洲店
- 高田馬場店（2009年1月22日閉店）
- 蒲田東急プラザ店
- 吉祥寺店
- 下北沢店（2004年1月18日閉店）
- 町田店（2009年1月22日閉店）
- 新橋ツクモデジタル.ライフ館（2017年12月31日閉店）
- 名古屋2号店
- 名古屋3号店（2004年11月14日閉店）
- 名古屋7号店（2008年7月27日閉店）
- 名古屋栄店（2003年12月31日閉店）
- 名駅店
- 名駅店2
- 梅田店（2009年1月22日閉店）
- なんば店（2009年9月27日閉店）
- （旧）福岡店（2020年6月30日閉店）- ベスト電器福岡本店7階
- 博多店（2022年2月20日閉店）- ベスト電器博多南店3階。（新）福岡店に移転。
- 札幌店（2022年6月30日閉店）
  - 過去に何度か移転を行っており、2011年5月28日から2022年6月30日まではサツエキ Bridgeにて営業していた。
  - 北海道新幹線建設工事に伴うサツエキ Bridgeの閉鎖に伴い当店も閉店。2022年7月22日より同市内の「CAPO大谷地」内にて「DEPOツクモ札幌大谷地店」として再開業した。

## ポイントサービス
ツクモ店舗（実店舗もネット通販も含む）で使用できるツクモeX.ポイントカードというカードを独自に発行している。なお、独立企業時代に発行していたツクモeX.カードは廃止された。
親会社ヤマダ電機へ事業譲渡された初期には、ポイントを相互に使用できた。なお、相互利用は一旦終了した後、2016年2月1日から再開されている。ただし、一部に制限がある。
なお、大阪なんば店閉店に伴ってツクモが大阪地区から撤退した際に、救済措置としてツクモポイントをヤマダポイントに移行する手続きを行っていたことがあった。
このほか、かつての提携企業石丸電気でもポイント相互使用が可能な時期もあった。現在は終了している。

## かつて行っていた事業
いずれも独立企業だったころの事業で、現在は行っていない。

### 携帯電話キャリア販売拠点
秋葉原にあったソフトバンクショップ。2008年4月22日閉店。ソフトバンクショップは秋葉原に2店舗、auショップも神田西口に展開していた。その後、一部店舗で携帯電話販売コーナーが復活。なお、以前の様にソフトバンクショップではなく、全キャリアの製品を取り扱っている。

### ソフトウェア
パソコンゲームを販売。ブランド名は「ツクモオリジナルソフト」。パソコン用パッケージソフトとしては黎明期の一翼を担った。
特にPC-8001用に機械語でプログラムされたゲームは『スーパースタートレック』『スーパーインベーダー』などスーパーが付くのが特徴で、当時の他のマイコンショップのソフトより抜きん出ていた。この時のプログラマーは、後に「I/O」で有名なアマチェア投稿者となる、芸夢狂人である。
その後は、『ウルトラ四人麻雀』（田口昭次作）や同人ソフトが元となった『魔法使いの妹子』などを販売した。

### X68000用ハードウェア
周辺機器を自主生産していた。松岡伸明による設計。最も遅くまでX68000用のハードを扱っていた店となった。
- TS-3XR X680x0用外付け増設3.5インチ FDドライブ。
- TS-6BE6DE X68000Compact用6MBメモリ& FPUボード。FPUにはMC68882を使用。
- TS-6BE16 Xe30 16MBメモリボード。12MBを越えるメモリについてはHIMEM.SYSという添付ドライバを利用。
- TS-6BE16 CZ50 16MBメモリボード。12MBを越えるメモリについてはHIMEM.SYSという添付ドライバを利用。
- TS-6BGA グラフィックアクセラレータ+PCMボード。グラフィックチップにGD-5434、PCMにPCM69を使用。
- TS-6BS1/Mk-II/Mk-II' X680x0用SCSIボード。MK-IIにはメモリ増設用72PinSIMMソケットが装備。
- TS-JPIFE X680x0用ジョイスティックパラレルインターフェィス。EPSONスキャナー対応。
- TS-JPIFS X680x0用ジョイスティックパラレルインターフェィス。シャープCZ-8NS1対応。